# Rhinogobius chiengmaiensis
Rhinogobius chiengmaiensis är en fiskart som beskrevs av Fowler, 1934. Rhinogobius chiengmaiensis ingår i släktet Rhinogobius och familjen smörbultsfiskar. IUCN kategoriserar arten globalt som sårbar. Inga underarter finns listade i Catalogue of Life.